# Jugendheim Walle
Das Gebäude Jugendheim Walle, später Jugendfreizeitheim Walle (JFH-Walle) und auch JuBZ-Walle, in Bremen, Stadtteil Walle, Ortsteil Walle, Waller Heerstraße 229/Waller Straße, entstand 1952 nach Plänen von Oberbaurat Hans Krajewski und Kurt Heinrich. Dieses Gebäude steht seit 1994 unter Bremer Denkmalschutz.

## Geschichte
Das eingeschossige Jugendfreizeitheim von 1952 wurde im Stil der Neuen Sachlichkeit vom Hochbauamt Bremen realisiert. Das Gebäude besteht aus einem mittleren höheren Bau mit einem außermittigen Satteldach und einer roten Klinkerfassade und zwei Flügelbauten mit Flachdächern. 1952 kosteten die Bauten 300.000 Mark.

Im Gebäude befindet sich der SoFa e.V. als Jugend- und BeratungsZentrum Walle.

Genutzt werden aktuell u. a. Café, Saal, Sporthalle, Fitnessraum, Küche, mehrere Freizeiträume, Musikraum, Tonstudio und Medienraum.